# Stefan Ineichen
Stefan Ineichen (* 8. März 1958 in Luzern) ist ein Schweizer Sachbuchautor.

## Leben
Ineichen lebt in Zürich. Zu seinen Themengebieten zählen Geschichte, Volkssagen und Stadtökologie. Seit 2000 ist er Projektleiter der Veranstaltungsreihe «NahReisen», die Ausflüge in und um Zürich anbietet. Die Veranstaltungsreihe «NahReisen» wird von Grün Stadt Zürich, Migros-Kulturprozent und dem Verein «Glühwürmchen Projekt» geführt.

## Werke
- Die wilden Tiere in der Stadt: Zur Naturgeschichte der Stadt. Waldgut, Frauenfeld 1997, ISBN 3-7294-0250-1.
- Himmel und Erde: 101 Sagengeschichten aus der Schweiz und von ennet der Grenzen. Limmat Verlag, Zürich 2003, ISBN 3-85791-424-6.
- Zürich 1933–1945: 152 Schauplätze. Limmat Verlag, Zürich 2009/2012, ISBN 978-3-85791-583-3.
- Endstation Eismeer. Schweiz – Titanic – Amerika. Limmat Verlag, Zürich 2011, ISBN 978-3-85791-629-8.
- Cap Arcona 1927–1945. Märchenschiff und Massengrab.[1] Limmat Verlag, Zürich 2015, ISBN 978-3-85791-769-1.
- Principessa Mafalda. Biografie eines Transatlantikdampfers. Wagenbach Verlag, Berlin 2022, ISBN 978-3-8031-3720-3.

Herausgeberschaft:
- Meinrad Lienert: Sagen und Legenden der Schweiz. Nagel und Kimche, München 2006, ISBN 3-312-00967-7.
- (mit Max Ruckstuhl) Stadtfauna: 600 Tierarten der Stadt Zürich. Haupt, Bern/Stuttgart/Wien 2010, ISBN 978-3-258-07561-7.

## Belege
1. ↑  "Cap Arcona" Ein Schiff schreibt Weltgeschichte, Rezension von Günther Wessel im Deutschlandradio Kultur vom 13. Mai 2015, abgerufen am 17. Mai 2015

| Personendaten    | Personendaten            |
| ---------------- | ------------------------ |
| NAME             | Ineichen, Stefan         |
| KURZBESCHREIBUNG | Schweizer Schriftsteller |
| GEBURTSDATUM     | 8. März 1958             |
| GEBURTSORT       | Luzern                   |